# Jacques Willy Walch
Jacques Willy Walch, né à Lyon, en France, le 8 août 1895 et mort à Louisville, dans le Kentucky, le 11 mars 1972, est un ancien pilote d'avion et d'hydravion français de la Première Guerre mondiale, photographe reconverti en homme d'affaires, fondateur de Cinébref, une chaîne de salles de cinéma d'actualités en Europe.
Immigré aux États-Unis au début de la Seconde Guerre mondiale, il devient attaché de presse pour le « Service français de presse et d'information », enseignant à l'université de Louisville et agent consulaire français à Louisville.
Il est naturalisé américain sous le nom de James Willy Walsh.

## Biographie
Jacques Willy Walch naît à Lyon le 8 août 1895. Pilote d'avion et d'hydravion de la Première Guerre mondiale,, en tant qu'observateur, il prend place dans un biplan à cockpit ouvert, sous le feu des Allemands, un appareil photo à la main. Après la guerre, il poursuit son activité de photographe, en particulier de courses automobiles et de motos, en Europe.
Il se reconvertit ensuite en homme d'affaires et se lance dans l'industrie cinématographique. En 1935, il crée la chaîne de salles de cinéma « Cinébref » dédiée à la projection d'actualités. Il ouvre des salles dans de nombreuses villes en Europe et en Afrique du Nord. En 1938, il se retire de la direction des salles suisses pour développer l'activité de la Walch Filmcorporation en France et aux États-Unis,, où il fait un premier séjour. Le Cinema 49 ouvert en 1939 à Broadway dans l'ancien 49th Street Theatre n'a qu'une existence éphémère puisqu'il est fermé l'année suivante,.
En 1940, Jacques Willy Walch est en mission pour la commission française de l'armement lorsque la France est occupée par l'Allemagne, il décide alors de rester aux États-Unis, où il émigre officiellement le 1er février 1941. Installé à Louisville dans le Kentucky, il ouvre une salle de cinéma d'actualités, le Scoop Theater (en), dans les anciens locaux du Drury Lane Theater. Le 1er juin 1944, il devient attaché de presse pour le South et le Middle-West pour le « Service français de presse et d'information » et exerce cette fonction jusqu'en 1948. Il contribue aussi avec son épouse, Molly Clow, au Spanish Information. En 1946, il s'installe à Chicago, où son fils, Christian Walch, entre à l'université.
En 1948, il demande sa naturalisation américaine et l'année suivante change son nom en « James Willy Walsh ». Devenu photographe professionnel, il est aussi enseignant à l'université de Louisville, où il donne des cours de français et d'histoire et y présente, en 1952, un Master of Arts sur Jules Michelet. En 1955, il est nommé agent consulaire français à Louisville.
James Willy Walsh meurt à Louisville, au King's Daughters Home for Incurables (en), le 11 mars 1972.

## Famille
En 1943, Jacques Willy Walch épouse Molly Clow, journaliste d'origine britannique, éditorialiste à The Courier-Journal.
D'un premier mariage en France, il a trois fils, dont deux installés en France et un aux États-Unis.

## Distinction
- Croix de guerre 1914-1918[7].

## Œuvres
D'après la notice biographique que lui a consacrée le The Courier-Journal & Times à sa mort en 1972, James Willy Walsh est l'auteur de Petain: Verdun to Vichy, ouvrage publié en 1943 sous le nom de Francis Martel, auteur né en 1895 comme lui.
- (en) Francis Martel, Petain: Verdun to Vichy, New York, E.P. Dutton & Company, Inc., 1943, 226 p.
- (en) James Willy Walsh, Jules Michelet: secular nationalist, Louisville, UofL, 1952, 238 p., M.A.